# Zbyněk Čeřovský
Ing. Zbyněk Čeřovský brig. generál v. v. (13. července 1931 Hořice – 25. června 2024 Praha) byl podplukovník Československé lidové armády, později disident a signatář Charty 77. Mezi roky 1991–1992 byl ředitelem Věznice Pankrác. Dne 8. května 2021 povýšen na brigádního generále ve výslužbě.

## Život

### Mladí a život v armádě
Narodil se roku 1931 v Hořicích. Rodina byla levicově orientována, děda byl anarchista, sociální demokrat a nakonec představitel KSČ v Hořicích. Po 2. světové válce se kvůli otcově zaměstnání rodina přestěhovala do Litoměřic. Tam navštěvoval Gymnázium Josefa Jungmanna. Po odmaturování nastoupil do školy důstojnického dorostu a v srpnu 1950 byl převelen do Dělostřelecké vojenské akademie v Hranicích. V srpnu 1952 byl vyřazen v hodnosti poručíka a byl převelen k 32. těžké dělostřelecké brigádě v Kostelci nad Orlicí.
Roku 1961 byl přeložen na letiště Mimoň do pozice náčelníka štábu Vyhodnocovacího a fotografického střediska a v roce 1965 se stal jeho velitelem. V následujícím roce nastoupil jako náčelník štábu k 18. stíhacímu bombardovacímu leteckému pluku v Pardubicích. Ten byl roku 1967 zrušen a dostal rozkaz hlásit se na štábu 30. stíhacího bombardovacího leteckého pluku v Hradci Králové. Tam ho zastihla invaze vojsk Varšavské smlouvy do Československa.
Tu společně s dalšími lokálními piloty kritizoval. Roku 1969 za to byl vyhozen ze strany a následně i z armády.

### Po vyhození z armády a disent
Snažil se hledat různé práce, až se dostal na stavbu horkovodu z elektrárny Komořany do Chomutova. Chtěl učinit jisté změny k zrychlení procesu stavby, ale tím se někomu znelíbil a byl na několik měsíců vězněn v Jáchymově. Byl propuštěn v únoru 1977.
V té době se dozvěděl z Rudého práva o Chartě 77, kterou po propuštění podepsal. Také se začal více angažovat v protirežimní činnosti. Proto byl v listopadu 1981 zatknut a po půl roce odsouzen na dva roky ve Věznici Bory. Tam se seznámil s mnoha odpůrci režimu, např. Václavem Havlem nebo Jiřím Dienstbierem st.
Po propuštění byl společně s rodinou v rámci akce Asanace vystěhován do Západního Německa. Po příjezdu začal působit jako zpravodaj pro USA, výměnnou za byt, jídlo a malé kapesné. Psal pro Rádio svobodná Evropa, BBC, Hlas Ameriky atd.
V roce 1990 se navrátil do Československa a byl rehabilitován. Roku 1991 mu byl nabídnut post ředitele Pankrácké věznice, ten přijal. Po roce však odešel do penze.
V roce 2001 mu vyšla pod nakladatelstvím Votobia kniha Přepadení, pojednávající o vzpomínkách z letiště v Hradci Králové. V letech 2017 a 2020 napsal postupně 3 knihy o leteckých katastrofách Československého vojenského letectva.
Zemřel 25. června 2024 v pražské vojenské nemocnici ve věku dvaadevadesáti let. Pohřeb se konal 3. července v katedrále sv. Víta. Je pohřben v obci Mšeno u Mělníka.

## Literární dílo
- Přepadení, 2001
- Letecké katastrofy Československého vojenského letectva 1918–1990 (1. díl), 2017
- Zlomená křídla Československa: Katastrofy Československého vojenského letectva 1945–1965 (2. díl), 2020, s Martinem Čížkem
- Katastrofy československého vojenského letectva v letech 1945–1990 (3. díl,), 2020

## Vyznamenání
- Řád Slovenského národního povstání, II. třídy
- Medaile Za službu vlasti
- Medaile Za zásluhy o obranu vlasti, udělena 2 krát
- Kříž obrany státu ministra obrany České republiky